# Flughafen Cold Bay

i7
i11
i13
Der Cold Bay Airport (IATA-Code: CDB, ICAO-Code: PACD)  ist ein öffentlicher Flughafen in Cold Bay, Alaska. Er gehört dem Bundesstaat und ist der Hauptflughafen der Alaska-Halbinsel.
Die Hauptlandebahn ist die fünftgrößte in Alaska und wurde während des Zweiten Weltkrieges gebaut. Heute wird sie hauptsächlich von Frachtlinienflügen genutzt und wird gelegentlich als Notlandebahn für Passagierflüge über den Pazifik verwendet.
Cold Bay Airport war außerdem ein alternativer Landeplatz für die NASA Space Shuttles.

## Zwischenfälle
- Am 29. August 1956 wurden an einer Douglas DC-6B der Canadian Pacific Air Lines (CPAL) (Luftfahrzeugkennzeichen CF-CUP) beim Durchstarten am Flughafen Cold Bay die Landeklappen nicht wie vorgeschrieben auf 20 Grad zurückgefahren, sondern voll eingefahren. Daraufhin sackte das Flugzeug in einer Linkskurve durch, schlug auf und fing Feuer. Von den 22 Insassen wurden 15 getötet, vier Besatzungsmitglieder und 11 Passagiere.[4]

- Am 8. September 1973 verließ der Kapitän einer Douglas DC-8-63CF der US-amerikanischen World Airways (N802WA), die einen Frachtflug für die USAF von der Travis Air Force Base zum Flughafen Cold Bay (Aleuten) durchführte, die vorgeschriebene Flugroute. Die Maschine überflog ein bergiges Gebiet, in dem sie unzuverlässige Navigationssignale erhielt. Auf einer Höhe von 1060 Metern wurde die Maschine in den 29 Kilometer östlich des Flughafens gelegenen Mount Dutton geflogen. Alle sechs Insassen kamen ums Leben.[5]

- Am 12. Juni 2011 vergaß die Besatzung einer Douglas DC-6BF der US-amerikanischen Universal Airlines Inc. (N600UA) vor der Landung auf dem Flughafen Cold Bay das Fahrwerk auszufahren, weil der Kapitän sie auf einen Bootsanleger hinwies. Zwangsläufig kam es zu einer Bauchlandung, bei der das Flugzeug irreparabel beschädigt wurde. Alle vier Besatzungsmitglieder, die einzigen Insassen auf dem Überführungsflug, überlebten den Unfall. Das Flugzeug wurde irreparabel beschädigt.[6]